# ترور پیناک
تِرِور دیوید پیناک (انگلیسی: Trevor David Pinnock؛ زادهٔ ۱۶ دسامبر ۱۹۴۶) نوازندهٔ هارپسیکورد، موسیقی‌دان، رهبر ارکستر و مدرس موسیقی اهل بریتانیا است.
او دانش‌آموختهٔ کالج سلطنتی موسیقی و پایه‌گذار گروه موسیقی «انگلیش کانسرت» است که تخصصش نواختن موسیقی باروک و موسیقی دوره کلاسیک با استفاده از سازهای بسیاری قدیمی مربوط به آن دوران است.